# Die Sternenkönige
Die Sternenkönige (The Star Kings) ist ein Roman des Science-Fiction-Autors Edmond Hamilton, der mehrfach ins Deutsche übersetzt wurde. Der Roman erschien 1949 und wurde 1952 unter dem Titel Herrscher im Weltenraum: 200 000 Jahre später erstmals in deutscher Sprache veröffentlicht. Ab 1980 erfolgte der Vertrieb unter dem Titel Die Sternenkönige.

## Grundlagen der Handlung
Im Jahr 200.000 nach unserer Zeit erforscht Zarth Arn die Vergangenheit, indem er seinen Geist – sprich: sein Bewusstsein – in die Vergangenheit schickt. Dies geschieht durch Seelentausch, d. h., er sucht sich einen Tauschpartner in einer vergangenen Epoche und verbringt in seinem Körper eine gewisse Zeit in der zu erforschenden Zeitperiode. Dadurch kann andererseits der Mann aus der Vergangenheit in Zarth Arns Körper eine gewisse Zeit im Jahr 200.000 verbringen und erhält einen Einblick in diese Zeitperiode. Die betreffenden Personen verbleiben dabei in der Forschungsstation, so dass er sich nicht in der Welt bewähren muss.
Als Zarth Arn die Vergangenheit des 20. Jahrhunderts – also die Gegenwart des Autors und Lesers – im Körper von John Gordon erforscht, verbleibt John Gordon im Körper Zarth Arns und soll die Forschungsstation nicht verlassen. Leider wird er, der vermeintliche Prinz, von Terroristen entführt und zunächst gerettet. Dadurch verlässt er die schützende Forschungsstation und muss sich am Hofe in der Rolle des Prinzen zurechtfinden.
Nachdem er sich eine Zeit lang am Hofe auf Throon – dem Hauptplaneten des Reiches – aufgehalten hat, wird er zusammen mit Prinzessin Lianna in das Reich Shorr Khans verschleppt. Der Feind des Reiches, der ihn natürlich für den echten Prinzen hält, will von ihm das nur innerhalb der Königsfamilie bekannte Geheimnis des Disruptors, einer Massenvernichtungswaffe, entreißen. Durch eine List kann John Gordon fliehen, nach Throon zurückkehren und dort an Stelle des echten Prinzen die Geschichte der Galaxis mitgestalten.

## Personen

### Personen der Zukunft
Zarth Arn ist der nachgeborene Prinz der Mittleren Milchstraße und Wissenschaftler, insbesondere Historiker. Mit Hilfe einer Apparatur zum Seelentausch, die es ihm ermöglicht, den Geist mit Männern vergangener Epochen zu tauschen, erforscht er die Vergangenheit und ermöglicht so John Gordon einen ungeahnten Einblick in eine Epoche 200.000 Jahre nach unserer Zeit.
Lianna ist Prinzessin von Fomalhaut und soll Zarth Arn aus politischen Gründen heiraten. In seiner Rolle als Sternenprinz verliebt sich John Gordon in sie und besteht mit ihr das Abenteuer seines Lebens. 
Shorr Khan ist der Antagonist der Geschichte. Er will dem Prinzen der Mittleren Milchstraße das militärische Geheimnis des Disruptors entreißen, einer Massenvernichtungswaffe, die ihn daran hindert, die Sternenreiche zu unterwerfen. 
Vel Quen ist der andere Wissenschaftler und Historiker aus Zarth Arns Zeit und John Gordons erster Ansprechpartner.
Arn Abbas ist der Vater von Zarth Arn, der mächtigste König der Milchstraße. Als er ermordet wird, folgt ihm Zarth Arns älterer Bruder Jhal Arn auf dem Thron.
Murn ist die Morganatische Ehefrau Zarth Arns. Ihr schwarzes Haar, ihr kindliches Äußeres und ihr sanftes Wesen stehen dabei völlig im Gegensatz zur Charakterisierung der aschblonden und stolzen Lianna. Während die Heirat des Prinzen mit letzterer nur eine politische Liaison ist, ist Murn es, die der echte Prinz liebt.
Hull Burrel Er ist der Raumschiffkapitän, der John Gordon im Körper des Zarth Arn in die Reichshauptstadt auf Throon/Kanopus bringt, er ist einer der ersten, der von seiner Unschuld überzeugt ist. 

### Personen der Gegenwart
John Gordon ist der Protagonist des Romans. Als Durchschnittsbürger des Amerika des 20. Jahrhunderts, kurz nach dem Zweiten Weltkrieg, stammt er aus der Gegenwart des Lesers. Durch einen Seelentausch mit Zarth Arn erlebt er Abenteuer im Reich der Sternenkönige in einer fernen Zukunft.

Liannas Gegenfigur in der Gegenwart ist die Wachkomapatientin Ruth Allen, in deren Körper Lianna John ins 20. Jahrhundert folgt. Diese Rolle entfällt in späteren Varianten des Buches (siehe „Fortsetzungen“).

Die einzige weitere Figur des 20. Jahrhunderts mit einer tragenden Rolle tritt zu Beginn des 2. Teils bzw. der ersten Kurzgeschichte ein Psychiater auf, der naturgemäß die Sternenreise John Gordons als Wahnvorstellung abtut.

### Fortsetzungen
In den Fortsetzungsbänden werden neue Personen eingeführt, die wichtigsten davon sind
- Narath Teyn, der Lianna den Thron entreißen will

- Korkhann, ein Minister Liannas im Königreich Fomalhaut

## Technik
Als Errungenschaften der Zukunft werden geschildert:
- Gedankenspulen: Diese machen beispielsweise das mühsame Erlernen einer Sprache oder von diversem Wissen überflüssig.
- Disruptor: Eine Massenvernichtungswaffe, die das Raum-Zeit-Kontinuum zerstört und damit alle in ihm befindlichen Raumschiffe. Das Geheimnis des Disruptors – das Zusammensetzen der Einzelteile, die Funktionsweise und die Wirkung – ist zunächst ein Geheimnis, das nur innerhalb der Herrscherfamilie weitergegeben wird.
- Gehirnscanner: Mit ihm lassen sich die Gedanken nicht nur lesen, die gelesenen Gedanken werden dabei „vernichtet“, was in letzter Konsequenz zur geistigen Demenz des Opfers führt
- Saqua: Nicht entscheidend für die Handlung, jedoch öfters erwähnt wird ein braunes, schäumendes Getränk namens Saqua. Hierbei scheint es sich um eine Art Energydrink zu handeln, der geistiger und körperlicher Erschöpfung entgegenwirkt.

Die Möglichkeit zur Überlichtgeschwindigkeit, die eine schnelle Flugverbindung zwischen den Planeten erlaubt, wird wie bei allen Romanen Edmond Hamiltons vorausgesetzt. Der Energiebedarf wird komplett über Kernenergie gedeckt, die Waffen jener Zeit werden als Atompistolen bezeichnet.

## Fortsetzungen
Um Fortsetzungen zu ermöglichen, schrieb Edmond Hamilton den Schluss des Romans um: Anstatt ihm im Körper der Wachkomapatientin Ruth Allen in seine Zeit zu folgen, ruft ihn Prinzessin Lianna mit einem Versprechen: Zarth Arn werde seine Forschungen weiterführen, so dass nicht nur der Geist, sondern auch die Materie – sprich: der Körper John Gordons – in die Zukunft transferiert werden kann. Die erste Kurzgeschichte, die den Roman fortsetzt, beginnt mit einem erneuten Ruf Zarth Arns, er habe ebendieses geschafft und der Transfer in die Zukunft könne durchgeführt werden.
1. Kingdom of the Stars (Königreich der Sterne)
2. The Shores of Infinity (An den Ufern der Unendlichkeit)
3. The Broken Stars
4. The Horror from the Magellanic

Die vier Kurzgeschichten wurden 1969 unter dem Titel „Return to the Stars“ in Romanform veröffentlicht.
Nachdem John Gordon erneut in die Zukunft gereist ist, scheint Lianna enttäuscht von seiner eher durchschnittlichen Erscheinung, er sieht ja ganz anders aus, als sie ihn im Körper des Prinzen in Erinnerung hat. Nicht nur dass John Gordon seine große Liebe neu erobern muss, gleichzeitig bedroht ein Putsch das Königreich der Prinzessin und ein Angriff eines alten Feindes die Sicherheit der Galaxis.
Es gibt ein Wiedersehen mit den wichtigsten Figuren aus Band 1, darunter sogar Shorr Khan, der sich diesmal fast widerwillig auf die „gute“ Seite stellen muss. Nachdem gemeinsam alle Gefahren gemeistert worden sind, sieht man im 4. Teil einem glücklichen Ende entgegen.
Posthum wurde der Roman „Stark and the Star Kings“ veröffentlicht, ein Crossover zwischen den von Edmond Hamilton geschaffenen Star-King-Universum sowie einem von Leigh Brackett, seiner Frau, geschriebenen Roman.

## Trivia
- Der Name Zarth Arn wurde im Film Star Crash – Sterne im Duell für den Bösewicht verwendet.
- John Gordon ist ein Durchschnittsbürger, der plötzlich zum Herrscher über Sternenwelten wird. Einen ähnlichen Weg, jedoch mit anderem Plot, entwickelt der Autor im Roman „The sun smasher“ (Die Macht der Valkan) von 1954, in der ein Durchschnittsbürger der Erde erfährt, er allein besitze den Schlüssel zur mächtigsten Waffe des Universums.